# 日髙良実
日髙 良実（ひだか よしみ、1957年10月4日 - ）は、日本の料理人。東京・南青山のイタリア料理店「Ristorante ACQUA PAZZA」のオーナーシェフ。天秤座。血液型はO型。

## 来歴

### 生い立ち
兵庫県神戸市に生まれる。喫茶店経営を目標に日本調理師専門学校に入学。日本調理師専門学校ではイタリア料理と経営を履修し卒業。

### 料理人として

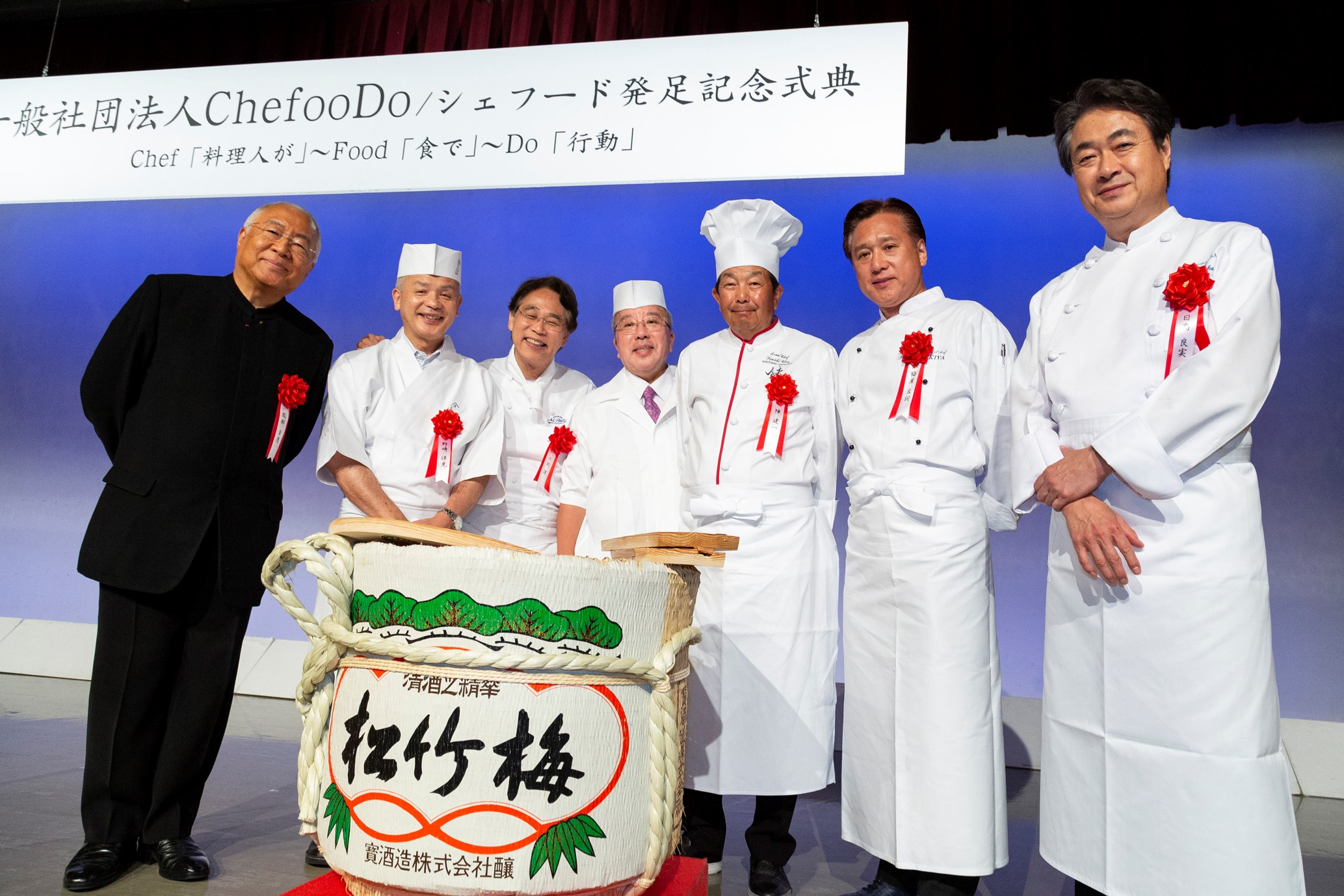
2018年8月10日、ChefooDo発足記念式典にて会長片岡護（左から3人目）、副会長野﨑洋光（左から2人目）、田村隆（中央）、脇屋友詞（右から2人目）、特別顧問服部幸應（左端）、陳建一（右から3人目）と

学生時代にアルバイトをしていたフレンチの「塩屋異人館倶楽部」に1978年就職。その3年後、神戸ポートピアホテルが開業し、フレンチの三ツ星レストラン「アラン・シャペル」の出店に合わせて入店。その後、東京・銀座「リストランテ ハナダ」に入る。1986年、渡伊。フィレンツェ「ENOTECA PINCHIORRI（エノテーカ・ピンキオーリ）」に入る。ここを皮切りに3年間で、「エノテカ・ピンキオーリ（Enoteca Pinchiorri)」「グアルティエーロ・マルケージ（Gualtiero Marchesi)」「ダル・ペスカトーレ（Dal Pescatore)」といった名店も含め、イタリアの北から南まで計14軒を修行し、“イタリア料理の魅力は郷土料理にあり”と実感する。
1989年、帰国。 東京・青山「リストランテ山﨑」の料理長に就任。
1990年11月20日、西麻布に「Ristorante ACQUAPAZZA」開店。
1996年、「Mangia Pesce」（東京）をオープン。
2001年、広尾に移転。1階に「アクアヴィーノ」をオープン。2003年、オーナーシェフに就任。
2007年、横須賀市立美術館内に「横須賀アクアマーレ」をオープン。
2008年2月、鹿児島県指宿の老舗旅館白水館に完成した美術館【薩摩伝承館】に「フェニーチェ ディ アクアパッツァ」をオープン。
2014年7月17日～、NHKエデュケーショナル　みんなの今日の料理【谷原章介のザ・男の食彩】夏のイタリアン アクアパッツァにて料理を紹介
2015年2月25日、三陸気仙沼の食品見本市「第20回求評見本市」にて「みなと気仙沼大使」として気仙沼のメカジキを使用したイタリア料理を紹介。
2017年8月5日、若手スタッフの不注意でボヤが発生して「アクアヴィーノ」閉店。
2018年3月末、「アクアパッツァ」閉店。
2018年4月、東京・青山に新生「リストランテ アクアパッツァ」オープン。
2018年5月、食べログマガジン【運命の食材】「アクアパッツァ」日高シェフが20年以上、愛し続けた日本のチーズ」で取材を受ける。
2018年11月、「オーガニックレストラン認証」（認証機関リーファース）を取得。
2019年7月7日、「トップシェフヴィーガンイベント2019」開催。
2020年11月、農水省のオーガニックJASレストラン認証を取得。
2020年、「リストランテ アクアパッツァ」開店30周年を迎えるにあたって、コロナ禍の営業自粛中の4月、YouTube「Chef-Ropia」のYouTubeチャンネルに出演。その後「日高良実のアクアパッツァチャンネル」配信。
2020年5月15日、コロナ禍の中リストランテから、期間限定のトラットリアとして営業再開
2020年7月31日、自身のYouTubeチャンネル「日高良実のACQUAPAZZAサブチャンネル」開設。
2022年11月11日、厚生労働省「令和4年度卓越した技能者（現代の名工）」にて表彰。
2024年1月18日、ヒトサラ「Best Chef ＆ Restaurant 2023～2024」に於いてシェフが選ぶシェフ&レストラン5度目の選出により「殿堂入り」となる

## エピソード
- カルボナーラとの出会い
  - 「アラン・シャペル」に入るまでの4カ月間、神戸の「DONNALOIA（ドンナロイヤ）」でホールのアルバイト。その間にお店で提供しているパスタメニュー40種類をひと通り食べ、後半の2カ月間は毎日カルボナーラを飽きることなく食べ続けた。毎回何にしようか悩むけれど、結局、あまりにおいしくてカルボナーラを選んでしまう。このおいしい体験が “毎日でも飽きずに食べ続けられる料理“が自分の目指すスタイルだと深く刻み込まれたことを後々気づくことになる。

- アクアパッツァとの出会い
  - 南イタリアの「ドン アルフォンソ」で地元漁師があげた取れたての魚介を塩水だけでシンプルに調理するアクアパッツァに出会った。そのあまりの旨さに感動し、これが自分の探していた料理だと確信した。そして、地方といえども、真に新鮮な獲れたての魚介は、漁師と信頼あるつき合いがあってこそ手に入れられるもの。生産者との信頼あるつき合いの大切さを強く認識した。この思いは日本に帰ってからも薄れることなく、産地を訪ねて回り、ネットワークを築いている。イタリア料理の魅力は地方料理に詰まっている。そして、そのシンボルがアクアパッツァである。「アクアパッツァ」は店名となった[23]。

## 著書
- 『シェフシリーズNo.39「田舎を歩いて」』中央公論社（現：中央公論新社））、1989年12月。NCID BN11136291
- 『別冊家庭画報 一流シェフがわかりやすく手ほどき「人気のイタリアン」』世界文化社、（山田宏巳・片岡護・小野清彦・味岡儀郎・小林幸司・齊藤実・落合務・澤口知之・日髙良実 共著）、1995年11月1日。298頁。ISBN 978-4418951338
- 『人気シェフの味をうちで楽しむ酒の肴（まあるい食卓シリーズ）』学研プラス、脇屋友詞・野崎洋光・熊谷喜八・日髙良実 共著）、1997年10月1日。111頁。ISBN 978-4054008991
- 『素材を生かしたイタリア料理~アクアパッツァのメニューから』柴田書店、1995年11月1日。199頁。ISBN 978-4388057641
- 『アンティパスト　イタリア料理アイデア集』柴田書店、（小林幸司・山田宏巳・日髙良実 共著）、1996年10月1日。223頁。ISBN 978-4388057887
- 『イタリアのお菓子たち』文化出版局、1996年3月1日。94頁。ISBN 978-4579205271
- 『ワインのおつまみイタリア風-手軽にできるシェフのおすすめレシピ34レシピ』世界文化社、（久保木博・日髙良実 共著）、1997年12月1日。86頁。ISBN 978-4418973064
- 『シチリア海と大地の味』文化出版局、（長本和子・日髙良実 共著）、1997年10月1日。96頁。ISBN 978-4579205950
- 『とってもかんたんイタリアン -3人のシェフの3つのイタリア-』婦人画報社、（片岡護・山田宏巳・日髙良実 共著）、1998年12月1日。112頁。ISBN 978-4573900516
- 『パスタ・PASTA・パスタ-12の季節を味わう100の簡単レシピ』にかりのくに、（片岡護・山田宏巳・日髙良実 共著）、1999年5月1日。79頁。ISBN 978-4564421631
- 『アクアパッツァ・日髙良実シェフの日本の食材でイタリアン - 四季の素材で作る イタリアン・トキオネーゼ（東京風）』世界文化社、2000年3月1日。145頁。ISBN 978-4418001057
- 『もっとシンプルに　-スキレットで作る僕のイタリアごはん-』プレジデント社、2000年10月1日。95頁。ISBN 978-4833480086
- 『イタリア料理はパスタから（プロに学ぶ家庭の味）』ネコパブリッシング、2000年10月1日、105頁。ISBN 978-4873662152
- 『Pasta Grazie パスタグラッツェ　-今すぐ作りたくなる、楽しいパスタレシピ-』イマージュ、（片岡護・山根大助・日髙良実 共著）、2001年7月1日。78頁。ISBN 978-4594031541
- 『シンプルイタリアン スローフードな食卓へ』光進社、2001年7月1日、119頁。ISBN 978-4877610661
- 『器と料理 盛り付け秘伝』学習研究社、（野崎洋光・河田吉功・日髙良実 共著）、2004年10月6日。174頁。ISBN 978-4054025080
- 『ミネラルウォーター・パーフェクトガイド』東京書籍、2002年7月1日。127頁。ISBN 978-4487798308
- 『カフェデリそうざいアイデア集(2)』（田柴田店）2003年12月1日。101頁。ISBN 978-4388059409
- 『カフェデリそうざいアイデア集(1)』柴田書店、2003年12月1日。105頁。ISBN 978-4388059393
- 『「プロが教える」きほんのイタリアン』NHK生活ホットモーニング（アスキー・コミュニケーションズ）、2003年4月1日。128頁。ISBN 978-4776200710
- 『ピッツアとパスタで過ごす休日』ネコパブリッシング、（片岡護・日髙良実・渡辺陽一・本多哲也 共著）、2005年9月16日。111頁。ISBN 978-4777003853
- 『アクアパッツァ・日髙良実シェフの新イタリアン』世界文化社、2006年4月1日。146頁。ISBN 978-4418061099
- 『日髙良実の手軽なイタリアン DVDでプロのコツが今すぐあなたのものに！』ブティック社、2007年3月1日。79頁。ISBN 978-4834756227
- 『アクアパッツァ 総料理長・日髙良実さんの旬がわかる！魚介のシンプルイタリアン』アシェット婦人画報社、2008年5月1日。87頁。ISBN 978-4573911550
- 『思わずつくりたくなる極上のチョコレートレシピ』NHK出版、（ジャンポールエヴァン・横溝春雄・渡辺麻紀・日髙良実 共著）、2014年1月30日。80頁。ISBN 978-4141991892
- 『リクエ スチームケース イタリアンレシピ100RECIPES』（2014年、マルト印刷工業コラムジャパン）
- 『使える魚介レシピ:スーパーで買える魚介で作れる106品』柴田書店、（丹下輝之・日髙良実・菰田欣也 共著）、2013年5月2日。140頁。ISBN 978-4388061686
- 『おうちで乾物イタリアン』祥伝社、2015年1月14日。97。ISBN 978-4396840143
- 『アクアパッツァ 日髙良実パスタの秘伝』光文社、2017年5月17日。143頁。ISBN 978-4334979270
- 『「アクアパッツァ」日髙良実シェフが教えるイタリア魚介料理レシピ』世界文化社、2018年7月7日。136頁。ISBN 978-4418183227
- 『教えて日高シェフ！最強イタリアンの教科書』世界文化社　2021年6月25日　127頁 ISBN 9784418213108]
- 『NHKまる得マガジン　巨匠直伝！　缶詰イタリアン』NHK出版、2022年4月25日。72頁。ISBN 978-4-14-827316-8
- 『Gakken MOOK ビストロ・アルモンデ』株式会社Gakken、（松尾幸造船氏・上島亜紀・日髙良実 共著）、2023年9月5日。96頁。ISBN 978-4056117288
- 『一流シェフの低温調理レシピ : プロの技でおうちレストラン : 最強保存版』株式会社世界文化ブックス、（野崎洋光・脇屋友詞・日高良実・高良康之 共著）、2023年9月16日。128頁。ISBN 978-4418233106
- 『イタリアンを極める日髙シェフのおいしい理由』株式会社世界文化ブックス、（日高良実著）、2024年11月28日。192頁　ISBN 978-4418243099
- アクアパッツァ・日髙良実シェフの『ごちそうイタリアン』毎日新聞出版、(日髙良実著)、2025年4月5日。ISBN 978-4-620-32830-0